# Drag Addicts

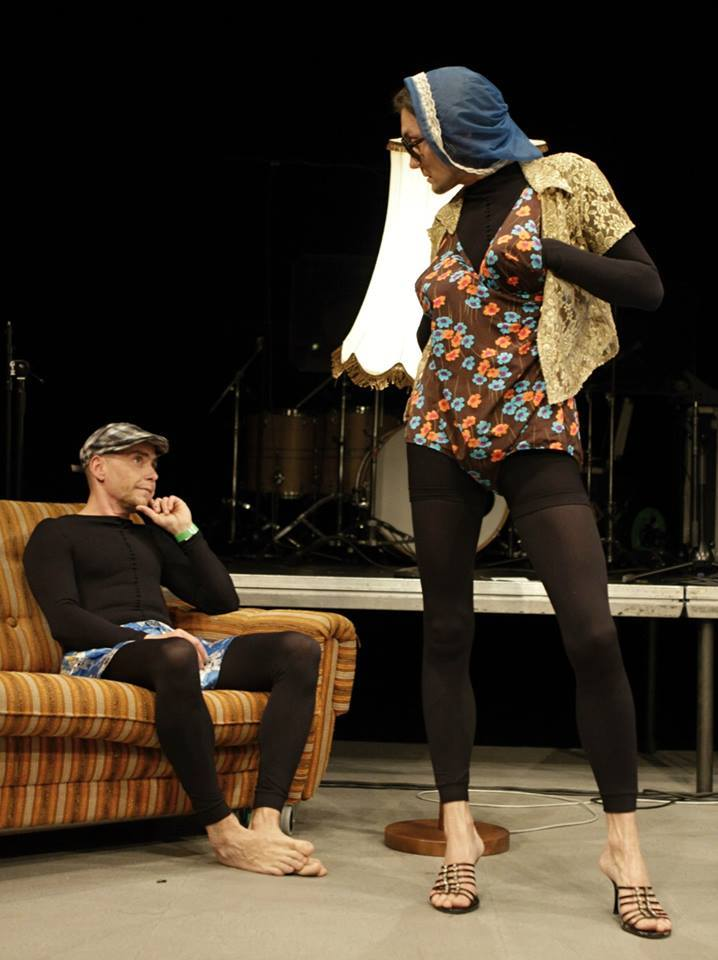
Drag Addicts, Hotel X - Roxy Nod Praha

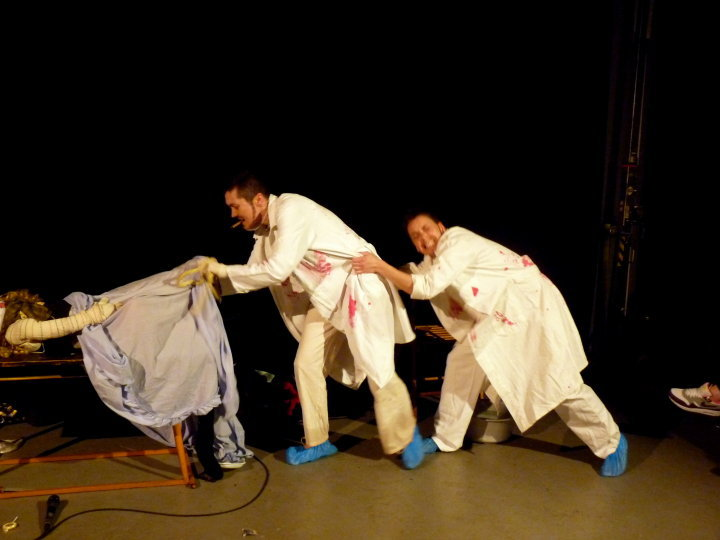
Drag Addicts, Eva a Kralove - Roxy Nod Praha

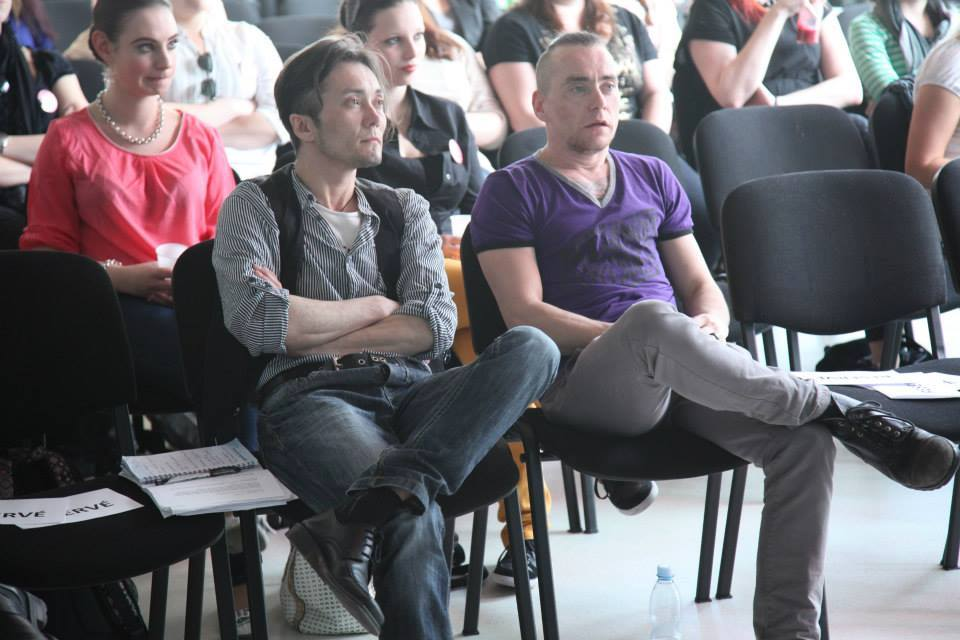
Drag Addicts, Maty Dio a Dan Stewart

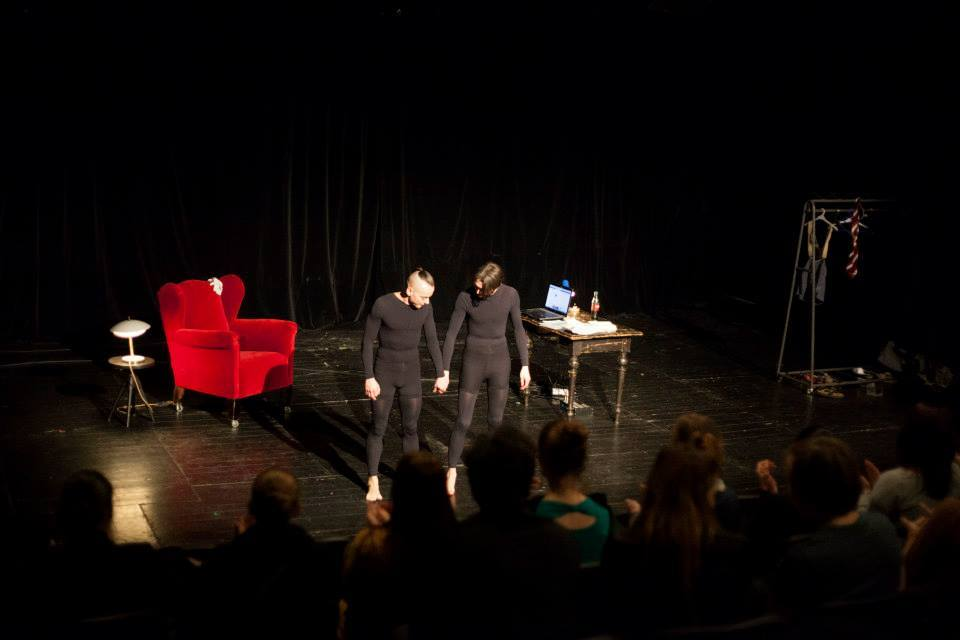
Drag Addicts, Hotel X - Skrz Prsty Festival Zlin

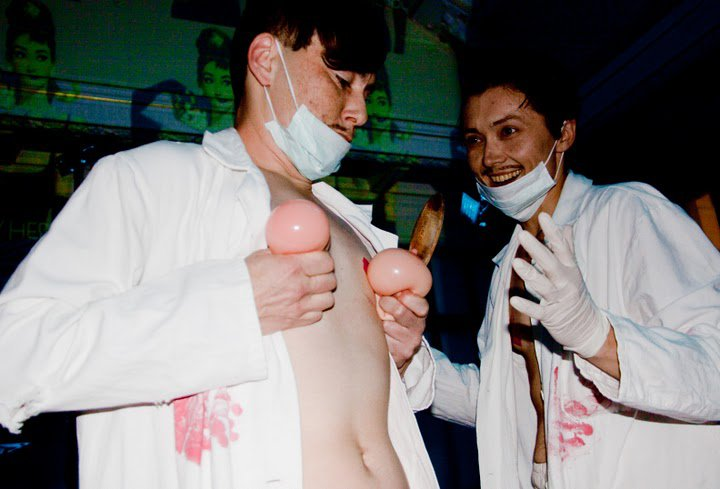
Drag Addicts, Eva a Kralove, Mezipatra Film Festival Plzen

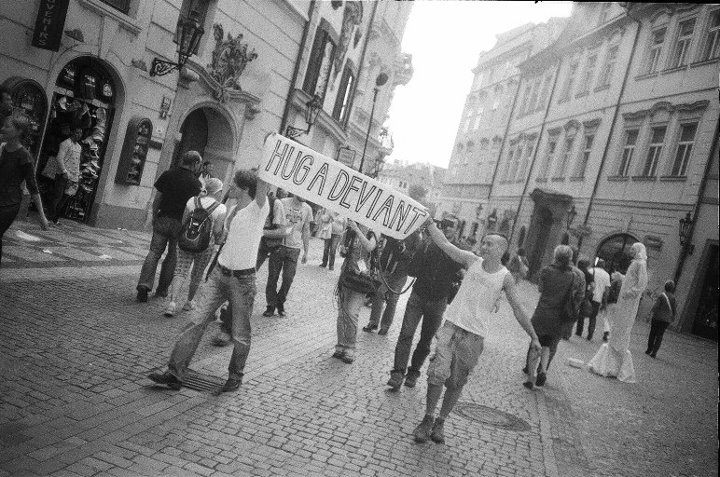
Drag Addicts, Obejmi Devianta - Hug a Deviant street performance

Drag Addicts je divadelní alternativa dvojice českých avantgardních transgenderových umělců, kterou založili v roce 2009 Maty Dio a Daniel Tůma. Ve svých vystoupeních se často zabývají noir a fyzickým divadlem, dadaistickým pojetím performance a problémem nebinárních lidí a jejich začleňováním do společnosti. Hrají také autorské divadelní hry, experimentální divadlo či parodie s důrazem na bourání společenských předsudků a rozbíjení heteronormativních stereotypů. Hry parodují banalitu, monotonii, stereotypy a každodenní všednost.
Trademarkem a charakteristickým znakem tohoto divadelního souboru je převlékání se charakterů přímo na pódiu před diváky, k čemuž slouží štendr s kostýmy, hra Hotel X měla 14 postav pro dva herce, zatímco hra Karel a Karol 4 postavy pro dva herce.
Drag Addicts pravidelně spolupracuje s režisérem Jankem Růžičkou.

## Prague Pride 2011
Dvojice se nejvíce zvýraznila při Prague Pride v roce 2011. 11. srpna vyrazili do ulic Prahy a nabízeli objetí zdarma v rámci projektu "Obejmi devianta", čímž reagovali na výroky vicekancléře Petra Hájka, který označil lidi s jinou sexualitou než heterosexuální za devianty.
V rámci programu večerní výstavy „Transgender Me“ vystoupili se svým projektem „Virtuální Terapie“, v němž se věnují otázce rozdílů mezi mužem a ženou, analyzují vztahy a seznamování v dnešním virtuálním světě. Tato hra měla tři reprízy.

## Historie
První show, předpremiéru hry Eva a Králové hráli Drag Addicts v dnes již neexistujícím klubu Bohéme, v Českém Krumlově. V letech 2009 a 2010 odehráli 24 repríz autorské alternativní hry Eva a Králové, kde se do hry aktivně zapojovalo publikum. Hra kulminovala porodem hadrové panny Evy, která rodila navenek nesourodé objekty. Ty charakterizovaly jak yin, tak i yang zrodu člověka a nutnou rovnováhu mezi oběma. Tato představení byla hrána na subkulturní klubové scéně i na filmových festivalech.
Drag Addicts se stali součástí rozsáhlé knižní publikace Vladimira 518, Kmeny, z roku 2011.
V roce 2011 Maty Dio a Daniel Tůma napsali druhou divadelní hru Virtuální Terapie. Hra měla premiéru v klubovém prostoru NoD v Praze. Byla uvedena i na festivalu Mezi Ploty v Praze a v divadle A4 v Bratislavě.
V roce 2012 Drag Addicts uvedli premiéru další, v pořadí třetí, autorské hry Hotel X v Centru současného umění DOX v Praze. Hotel X je moderní příběh lásky, sexu a vlastní identity. V prosinci 2012 byla hra uvedena pro zaměstnance IBM v Bratislavě. V roce 2013 Drag Addicts otevřeli hrou Hotel X divadelní festival Drama Queer, rovněž v Bratislavě. V roce 2014 bylo toto představení součástí Fotbalu proti rasismu ve Věžničce u Jihlavy, ve Zlíně na Festivalu Skrz Prsty, na Mezipatrech v Brně atd. Hotel X měl 12 repríz.
Čtvrtou autorskou hrou (z roku 2016) této herecké dvojice je Politický Coming-Out, čili Miss Prezident, jejíž premiéra se konala ve studiu Švandova divadla v Praze v srpnu 2016.
Pátou autorskou hrou se stala „nekorektní hra pro dva herce a čtyři charaktery – Karel a Karol“. její premiéra se v režii Janka Růžičky uskutečnila v divadelním prostoru Venuše ve Švehlovce 8. srpna 2017. 
Šestou autorskou hrou je MANNuscript, jejímž námětem je rodina Mannových a jejich vztahy. Hra má 8 postav a střídají se tam Thomas Mann, Katia Mann, Heinrich Mann, Klaus Mann, Erika Mann, Golo Mann a dvě alter ega Thomase – Ďábel Mantus a psychoanalytik. Premiéra se uskutečnila 9. srpna 2018 rovněž v pražské Venuši ve Švehlovce. 
V roce 2015 získali Drag Addicts malý grant ambasády USA na překlad, realizaci a 12 repríz divadelní hry “X”. “X” je hodinová hra anglického autora Tonyho Stowerse z roku 1999 pro 2 herce a 4 charaktery, která byla inspirována vraždou Matthewa Sheparda ve Wyomingu v roce 1998. Poprvé byla hra představena v Newcastlu ve Velké Británii. Česká premiéra v režii Janka Růžičky proběhla 12. srpna 2015 ve studiu Švandova divadla v Praze za přítomnosti České televize. 
Dvojice také vystoupila na Budějovickém Majálesu, Duhovém Pride festivalu v Bratislavě, na festivalech Jiný pohled, Mezi ploty či Mezipatra.
V červnu 2020 byla na ČT2 v režii Janka Růžičky, o divadelní dvojici DADA, uvedena premiéra filmového portrétu pod názvem DADA mio Maty Dio.